# Mi último adiós

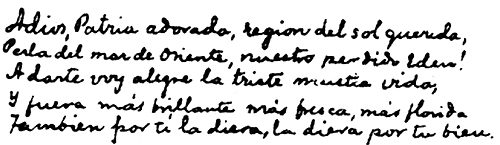
Primer verso de "Mi último adiós".

Mi último adiós es un poema del héroe filipino José Rizal escrito en la víspera de su ejecución (30 de diciembre de 1896). Aunque el autor no tituló el escrito, su amigo Mariano Ponce lo daría a conocer posteriormente con este título. Ha sido traducido por lo menos a 30 idiomas.

## Contenido
"Mi Último Adiós"

Adiós, patria adorada, región del sol querida,

Perla del mar de oriente, nuestro perdido Edén!

A darte voy alegre la triste mustia vida,

Y fuera más brillante, más fresca, más florida,

También por ti la diera, la diera por tu bien.

En campos de batalla, luchando con delirio,

Otros te dan sus vidas sin dudas, sin pesar;

El sitio nada importa, ciprés, laurel o lirio,

Cadalso o campo abierto, combate o cruel martirio,

Lo mismo es si lo piden la patria y el hogar.

Yo muero cuando veo que el cielo se colora

Y al fin anuncia el día tras lóbrego capuz;

si grana necesitas para teñir tu aurora,

Vierte la sangre mía, derrámala en buen hora

Y dórela un reflejo de su naciente luz.

Mis sueños cuando apenas muchacho adolescente,

Mis sueños cuando joven ya lleno de vigor,

Fueron el verte un día, joya del mar de oriente,

Secos los negros ojos, alta la tersa frente,

Sin ceño, sin arrugas, sin manchas de rubor

Ensueño de mi vida, mi ardiente vivo anhelo,

¡Salud te grita el alma que pronto va a partir!

¡Salud! Ah, que es hermoso caer por darte vuelo,

Morir por darte vida, morir bajo tu cielo,

Y en tu encantada tierra la eternidad dormir.

Si sobre mi sepulcro vieres brotar un día

Entre la espesa yerba sencilla, humilde flor,

Acércala a tus labios y besa al alma mía,

Y sienta yo en mi frente bajo la tumba fría,

De tu ternura el soplo, de tu hálito el calor.

Deja a la luna verme con luz tranquila y suave,

Deja que el alba envíe su resplandor fugaz,

Deja gemir al viento con su murmullo grave,

Y si desciende y posa sobre mi cruz un ave,

Deja que el ave entone su cántico de paz.

Deja que el sol, ardiendo, las lluvias evapore

Y al cielo tornen puras, con mi clamor en pos;

Deja que un ser amigo mi fin temprano llore

Y en las serenas tardes cuando por mí alguien ore,

¡Ora también, oh Patria, por mi descanso a Dios!

Ora por todos cuantos murieron sin ventura,

Por cuantos padecieron tormentos sin igual,

Por nuestras pobres madres que gimen su amargura;

Por huérfanos y viudas, por presos en tortura

Y ora por ti que veas tu redención final.

Y cuando en noche oscura se envuelva el cementerio

Y solos sólo muertos queden velando allí,

No turbes su reposo, no turbes el misterio,

Tal vez accordes oigas de cítara o salterio,

Soy yo, querida Patria, yo que te canto a ti.

Y cuando ya mi tumba de todos olvidada

No tenga cruz ni piedra que marquen su lugar,

Deja que la are el hombre, la esparza con la azada,

Y mis cenizas, antes que vuelvan a la nada,

El polvo de tu alfombra que vayan a formar.

Entonces nada importa me pongas en olvido.

Tu atmósfera, tu espacio, tus valles cruzaré.

Vibrante y limpia nota seré para tu oído,

Aroma, luz, colores, rumor, canto, gemido,

Constante repitiendo la esencia de mi fe.

Mi patria idolatrada, dolor de mis dolores,

Querida Filipinas, oye el postrer adiós.

Ahí te dejo todo, mis padres, mis amores.

Voy donde no hay esclavos, verdugos ni opresores,

Donde la fe no mata, donde el que reina es Dios.

Adiós, padres y hermanos, trozos del alma mía,

Amigos de la infancia en el perdido hogar,

Dad gracias que descanso del fatigoso día;

Adiós, dulce extranjera, mi amiga, mi alegría,

Adiós, queridos seres, morir es descansar.